# ماري آن باسكال
ماري آن باسكال (بالإنجليزية: Mary Ann Pascal)‏ هي ممثلة أمريكية، ولدت في 4 فبراير 1958.

## وصلات خارجية
- ماري آن باسكال على موقع IMDb (الإنجليزية)